# Световой луч
Светово́й луч в геометрической оптике — линия, вдоль которой переносится световая энергия. Менее чётко, но более наглядно, можно назвать световым лучом пучок света малого поперечного размера. В каждой точке световой луч параллелен вектору Пойнтинга соответствующей электромагнитной волны, который в изотропных средах сонаправлен с её волновым вектором.
Понятие светового луча является краеугольным приближением геометрической оптики. В этом определении подразумевается, что направление потока лучистой энергии (ход светового луча) не зависит от поперечных размеров пучка света. В силу того, что свет представляет собой волновое явление, имеет место дифракция, и в результате узкий пучок света распространяется не в каком-то одном направлении, а имеет конечное угловое распределение.
Однако в тех случаях, когда характерные поперечные размеры пучков света достаточно велики по сравнению с длиной волны, можно пренебречь расходимостью пучка света и считать, что он распространяется в одном единственном направлении: вдоль светового луча.

## Эйкональное приближение в волновой оптике
Понятие светового луча можно вывести и из строгой волновой теории света в рамках так называемого эйконального приближения. В этом приближении считается, что все свойства среды, сквозь которую проходит свет, изменяются на расстояниях порядка длины волны света очень слабо. В результате, электромагнитную волну в среде можно локально рассматривать как кусочек фронта плоской волны с некоторым определённым вектором групповой скорости (которая, по определению, и ответственна за перенос энергии). Таким образом, совокупность всех векторов групповой скорости образует некоторое векторное поле. Пространственные кривые, касательные к этому полю в каждой точке, и называют световыми лучами. Поверхности, ортогональные в каждой точке к полю групповых скоростей, называются волновыми поверхностями.
В эйкональном приближении удаётся вместо уравнения для электромагнитной волны получить уравнение для распространения светового потока (то есть, для квадрата амплитуды электромагнитной волны) — уравнение эйконала. Решениями уравнения эйконала как раз и являются световые лучи, выпущенные из заданной точки.

## Ход световых лучей

### Световые лучи и принцип Ферма
Если свойства среды не зависят от координат (то есть если среда однородна), то световые лучи являются прямыми. Это следует непосредственно из эйконального приближения волновой оптики, однако то же самое удобно сформулировать исключительно в терминах геометрической оптики с помощью принципа Ферма. Стоит, однако, подчеркнуть, что применимость самого принципа Ферма к ходу световых лучей обосновывается только на уровне волновой оптики.

### Законы преломления и отражения
Очевидно, что законы геометрической оптики не смогут помочь в случаях, когда одна среда резко, на расстояниях меньше длины волны света, сменяется другой средой. В частности, геометрическая оптика не может ответить на вопрос, почему вообще должно существовать преломление или отражение света. Ответы на эти вопросы даёт волновая оптика, однако результирующие закон преломления света и закон отражения света могут быть сформулированы опять же на языке геометрической оптики.

### Гомоцентрические пучки
Набор близких световых лучей может рассматриваться как пучок света. Поперечные размеры пучка света не обязаны оставаться неизменными, поскольку в общем случае разные световые лучи не параллельны друг другу.
Важным случаем пучков света являются гомоцентрические пучки, то есть такие пучки света, все лучи которого пересекаются в какой-либо точке пространства. Такие пучки света могут быть формально получены из точечного источника света или из плоского светового фронта с помощью идеальной линзы. Стандартные задачи на построение изображений в оптических системах используют как раз свойства таких пучков.
Негомоцентрические пучки не сходятся в одну точку пространства. Вместо этого, каждый малый участок такого пучка сходится в свой фокус. Геометрическое место всех таких фокусов негомоцентрических пучков называется каустикой.